# Paramathes nona
Paramathes nona är en fjärilsart som beskrevs av Charles Oberthür 1913. Paramathes nona ingår i släktet Paramathes och familjen nattflyn. Inga underarter finns listade i Catalogue of Life.